# Бек, Ролло
Ролло Говард Бек (англ. Rollo Howard Beck; 26 августа 1870, Лос-Гатос, Калифорния — 22 ноября 1950, Planada, Калифорния) — американский коллекционер животных, орнитолог и путешественник.

## Биография
Бек бросил школу до окончания восьмого класса, чтобы обучиться таксидермии у Фрэнка Х. Холмса, местного фермера и орнитолога-любителя. Сначала Бек собирал птиц для удовлетворения собственного любопытства, но затем стал профессиональным коллекционером, работая по заказу Калифорнийской академии наук, Музея зоологии позвоночных в Беркли, Американского музея естественной истории и Зоологического музея Уолтера Ротшильда в Тринге. В возрасте 14 лет подготовил свой первый музейный образец — подвид техасского соловья, собранный им 30 июня 1885 года в Берриессе (Калифорния). В 1894 году Бек стал членом Американского орнитологического общества и Орнитологического клуба Купера (ныне Орнитологическое общество Купера), где установил контакты с другими орнитологами в США и по всему миру. Бек занимался не только коллекционированием в районе своего родного города, но вскоре совершил поездки в Сьерра-Неваду и на острова Чаннел у побережья Южной Калифорнии. В 1897 году Бек принял участие в экспедиции Вебстера-Харриса на Галапагосские острова, которая собирала галапагосских гигантских черепах по заказу Уолтера Ротшильда. В 1901—1902 гг. предпринял свою первую собственную экспедицию на Галапагосские острова для пополнения коллекции. В 1905—1906 гг. Бек собирал морских птиц вдоль тихоокеанского побережья Калифорнии и Мексики по поручению Калифорнийской академии наук, а в 1907—1908 гг. для Музея зоологии позвоночных. 11 августа 1909 года Бек женился на Иде Мэй Мензис, которая стала его помощницей во многих экспедициях. Ида Бек сама научилась собирать и изготавливать чучела птиц. Например, она собрала типовой экземпляр Guadalcanaria inexpectata, который сейчас хранится в Американском музее естественной истории.
В 1920—1928 гг. Бек был руководителем экспедиции Гарри Уитни по Южным морям — многолетней исследовательской поездки (1920—1932), которая проводилась по заказу Американского музея естественной истории. Инициатором экспедиции был Леонард К. Сэнфорд, а финансировал её Гарри Пэйн Уитни, английский заводчик скаковых лошадей и филантроп. Исследовательским судном стала пришедшая с Таити шхуна «France», водоизмещением 75 000 тонн. В ходе этой экспедиции Бек посетил более 600 островов и островков и более 1000 населенных пунктов. Когда в 1929 году Бек вернулся в Калифорнию, экспедиция Уитни по Южным морям собрала более 40 000 образцов птиц.

## Таксоны, названные в честь Бека
В честь Ролло Бека были названы следующие виды и подвиды: Chelonoidis becki, Sceloporus becki, Sphaerodactylus becki, Pseudobulweria becki, Dicaeum aeneum becki, Certhidea fusca becki, Meliphaga orientalis becki, Petroica multicolor becki, Phylloscopus poliocephalus becki, Collocalia esculenta becki, Turdus poliocephalus becki, Philoceanus becki и Epiplema becki.